# Pígela

Mapa con algunas de las antiguas ciudades griegas en Jonia, donde se aprecia la ubicación de Pígela, al oeste de Éfeso.

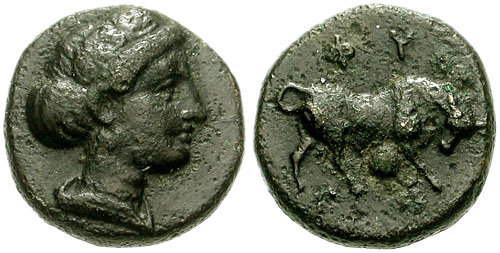
Moneda de Pígela

Pígela (griego antiguo, Πύγελα) fue una antigua ciudad griega de Jonia. 
Plinio el Viejo ubica cerca de Panjonia las poblaciones de Pígela y Maratesio.
Estrabón la ubica entre la ciudad de Anea y el puerto de Panormo. El geógrafo sitúa en la ciudad un templo de Ártemis Muniquia que había sido fundado, según la tradición, por Agamenón, puesto que muchos de sus hombres contrajeron la enfermedad del «mal de nalgas», que es el significado de topónimo.
Perteneció a la Liga de Delos puesto que aparece mencionada en registros de tributos a Atenas entre los años 446/5 y 415/4 a. C.
Las murallas de Pígela fueron atacada en el año 409 a. C. por un ejército ateniense bajo el mando de Trasilo, que vino desde Samos y saquearon su comarca. Acudió entonces gente de Mileto para ayudar a los pigeleos pero los atenienses mataron a la mayoría de ellos.
Se conservan monedas de plata y bronce acuñadas por Pígela fechadas en el siglo IV a. C. donde figura la inscripción «ΦΥΓΑΛΕΩΝ» o «ΦΥΓ».